# BR-265

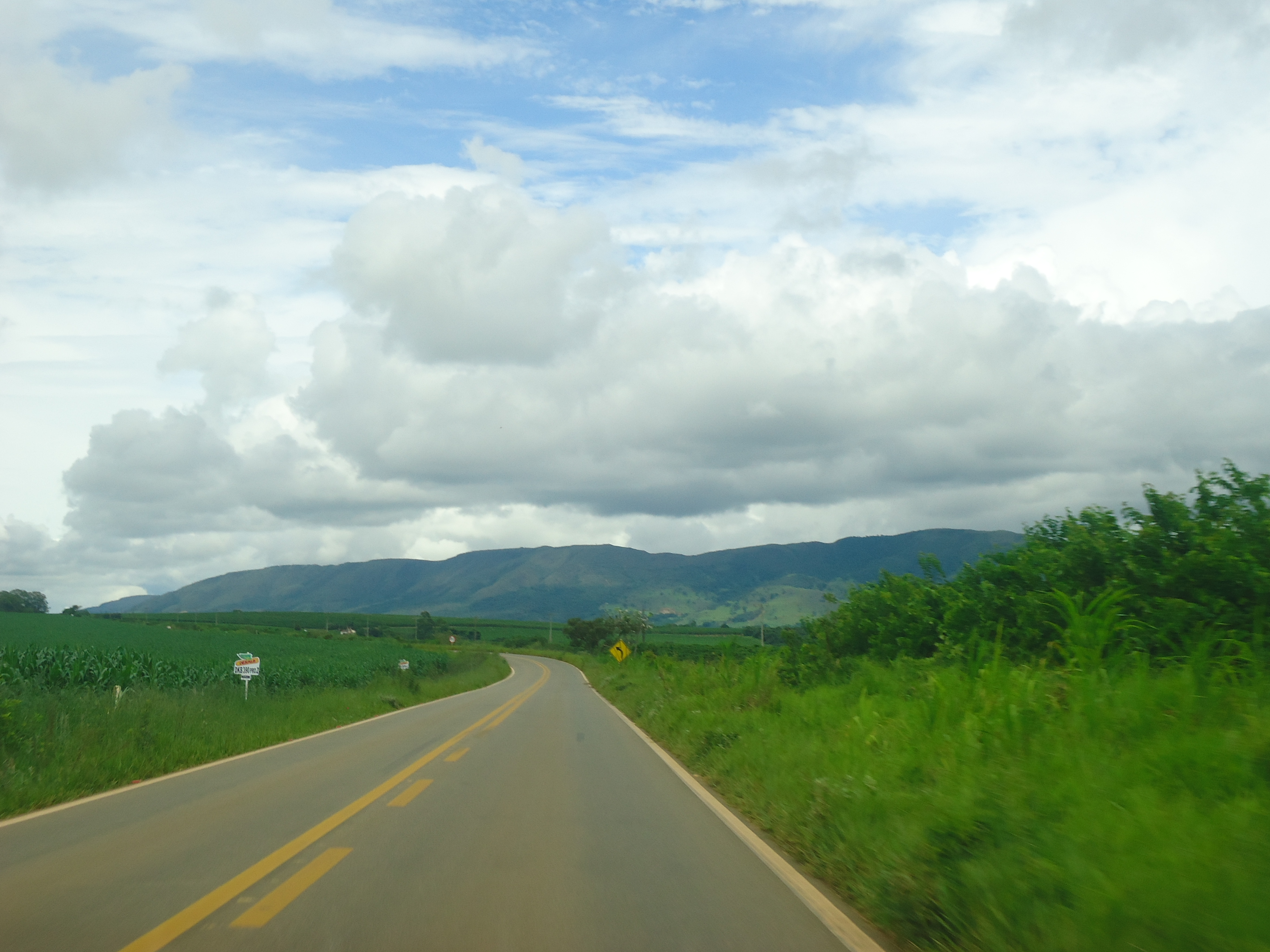
BR-265 entre Boa Esperança e Ilicínea. Ao fundo a Serra da Boa Esperança.

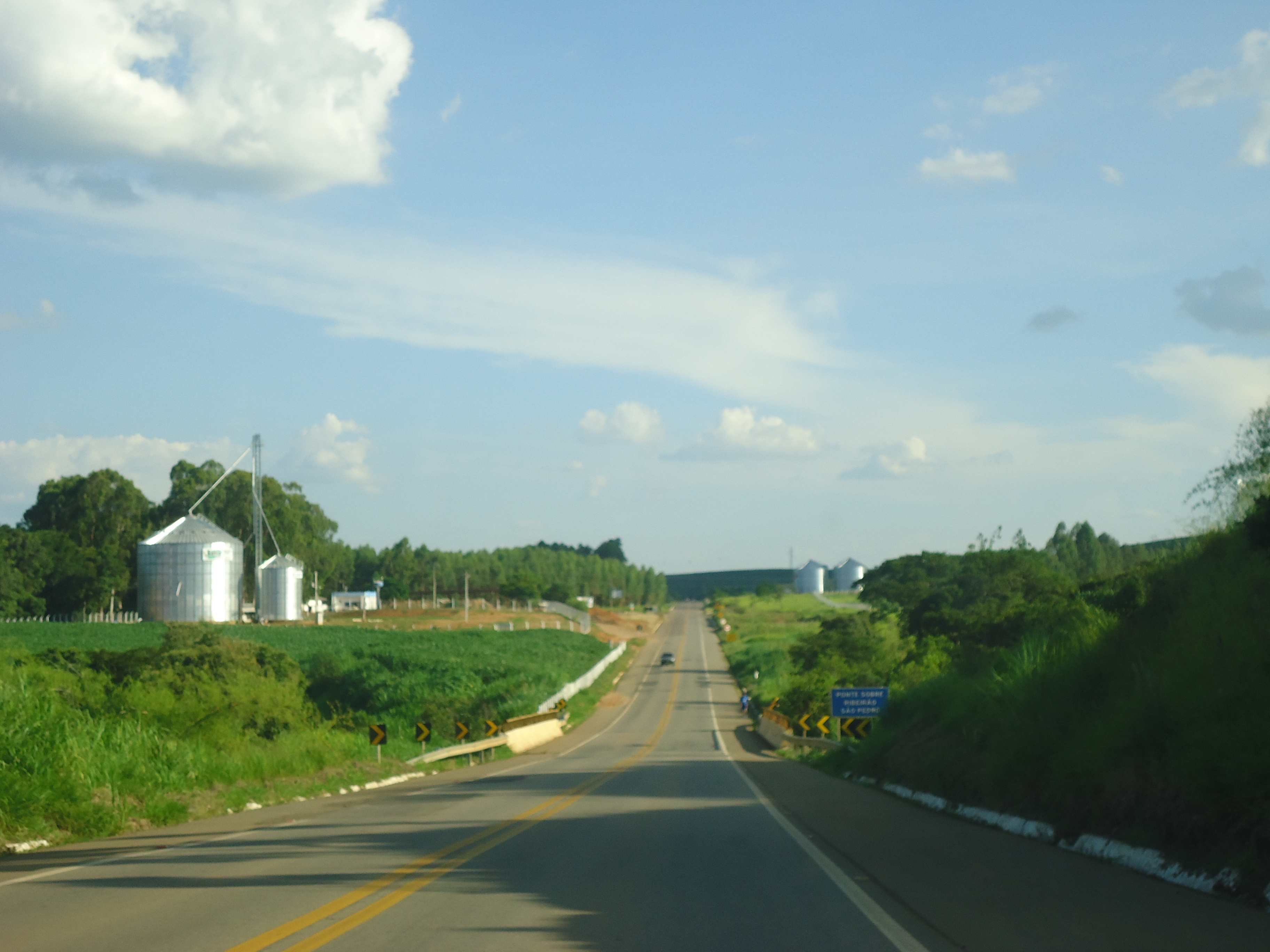
BR-265 próximo ao entroncamento com a BR-369, entre Boa Esperança e Santana da Vargem.

A BR-265 é uma rodovia federal transversal do Brasil. Possui uma extensão de 916,2 quilômetros e faz a ligação entre os municípios de Muriaé(MG) e São José do Rio Preto(SP), interligando os estados brasileiros de Minas Gerais e São Paulo, além de aproximar-se da divisa entre os Estados do Rio de Janeiro e Espírito Santo.
Em sua maioria é composta por pista simples e possui trechos em meio a serras, na Zona da Mata, bem como possui trechos em meio a fazendas, principalmente na região Sudoeste de Minas.

## A Rodovia
Ela começa no município de Muriaé no estado de Minas Gerais, e termina no Município de São José do Rio Preto no estado de São Paulo, é composta em sua grande maioria por pista simples, principalmente no estado de Minas, e alguns trechos sem asfalto.
Possui 916 quilômetros de extensão, e atende algumas cidades da Zona da Mata Mineira, Campo das Vertentes e Sudoeste de Minas, além das regiões Norte e Noroeste Paulista em São Paulo.

## Trajeto
Serve as seguintes cidades:

### Em Minas Gerais
- Muriaé
- Miraí
- Guiricema
- Visconde do Rio Branco
- Ubá
- Tocantins
- Piraúba
- Rio Pomba
- Mercês
- Santa Bárbara do Tugúrio
- Barbacena
- Barroso
- Prados
- Tiradentes
- São João del-Rei
- Nazareno
- Itutinga
- Itumirim
- Lavras
- Nepomuceno
- Coqueiral
- Santana da Vargem
- Boa Esperança
- Ilicínea
- Carmo do Rio Claro
- Alpinópolis
- Bom Jesus da Penha
- Jacuí
- São Sebastião do Paraíso

### Em São Paulo
- Santo Antônio da Alegria
- Altinópolis
- Batatais
- Brodowski
- Jardinópolis
- Ribeirão Preto
- Sertãozinho
- Pontal
- Pitangueiras
- Bebedouro
- Monte Azul Paulista
- Severínia
- Olímpia
- Guapiaçu
- São José do Rio Preto

## Trechos

### Muriaé - Barbacena
O trecho compreendido entre a BR-116, em Muriaé, e a BR-040, em Barbacena, coincide com a rodovia MGC-265, anteriormente denominada MGT-265. Por esse motivo, esse trecho é conservado pelo Departamento de Edificações e Estradas de Rodagem de Minas Gerais (DER-MG). A rodovia MGC-255 não deve ser confundida com a MG-265, que liga Carangola a Urucânia.
Esse trecho é inteiramente em pista simples, e corta perímetros urbanos de algumas cidades como Miraí, Ubá, Rio Pomba e Santa Barbara do Tugúrio.
Esse trecho da rodovia coincide também com a BR-120 entre Visconde do Rio Branco e Ubá.

### Barbacena - Lavras
Esse trecho atende cidades como Tiradentes, São João del-Rei e Nazareno, é o trecho com o maior número de acidentes reportados por conta do 
traçado da pista e da qualidade do asfalto, a parte da rodovia entre essas duas cidades apresentou os maiores índices de acidentes na região do campo das vertentes, por conta das reivindicações o DNIT começou a instalar Quebra Molas em alguns pontos da rodovia.
Está em implantação a terceira faixa em diversos trechos entre as cidades de Barbacena e São João del-Rei, sendo que encontra-se duplicado o trecho entre Lavras e a BR-381.
O Trecho entre Barbacena e Lavras é administrado pelo DNIT.

### Lavras - Alpinópolis
Esse trecho da rodovia atende cidades como Nepomuceno, Boa Esperança e Ilicínea, é inteiramente em pista simples, e cruza pontos turísticos como o Parque Estadual Serra da Boa Esperança, e a Represa de Furnas.
Coincide com a BR-369 em Boa Esperança e com o ultimo trecho da MGC-265 entre Carmo do Rio Claro e Alpinópolis, sendo esse ultimo de responsabilidade do DER-MG.
O Trecho entre a BR-381 em Lavras e a MGC-265 em Carmo do Rio Claro é de responsabilidade do DNIT.

### Alpinópolis - São Sebastião do Paraíso
Esse é o ultimo trecho no estado de Minas, atende municípios como Bom Jesus da Penha e Jacuí.
É de pista simples em toda a extensão e possui os únicos trechos sem asfalto da rodovia, entre Alpinópolis e Jacuí, a obra para a pavimentação da rodovia começou em 2002 e terminou parcialmente em 2008, faltando apenas esse trecho, que não possui previsão de retomada das obras.
Em Bom Jesus da Penha, a rodovia coincide com a BR-146.

O Trecho Entre Alpinópolis e São Sebastião do Paraíso é de responsabilidade do DNIT, já o trecho entre São Sebastião do Paraíso e a Divisa com São Paulo, é administrado pela AB Nascentes das Gerais.

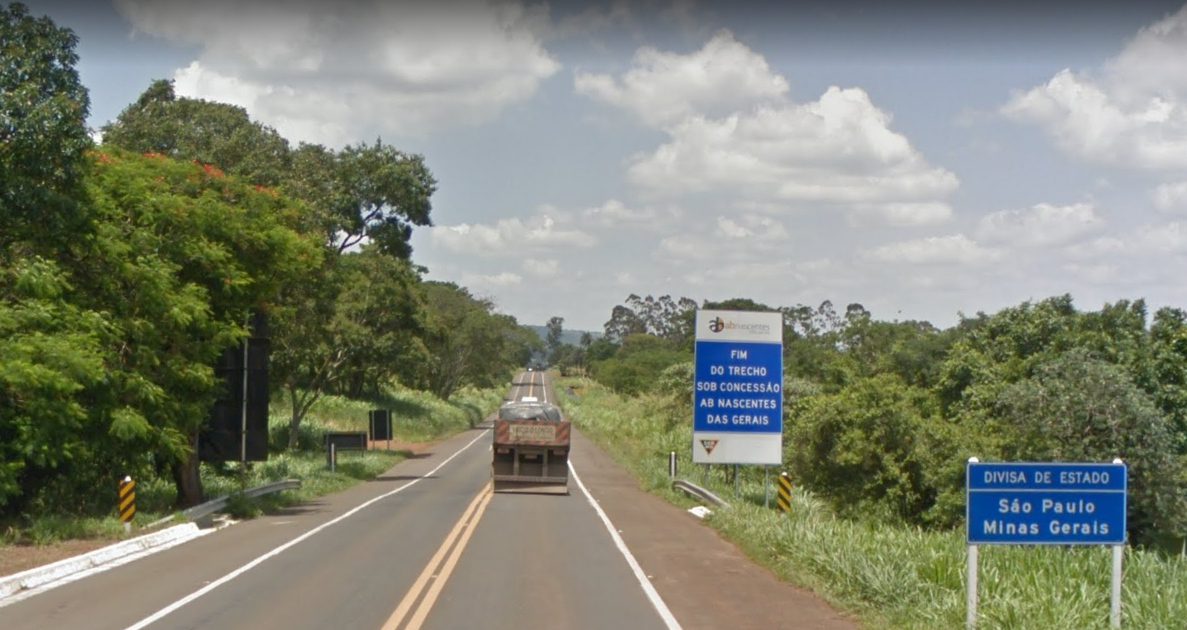
BR-265 - Divisa de Estados MG/SP

### Santo Antônio da Alegria - São José do Rio Preto
Já no Interior Paulista a Rodovia atende nesse trecho, municípios como Altinópolis, Batatais, Ribeirão Preto, Bebedouro e Olímpia.
Entre a Divisa com Minas e Batatais, Coincide com a SP-351, que é a continuação da via dentro de São Paulo, rodovia que vai até o Município de Catanduva que fica no interior do estado, este trecho é administrado pelo DER-SP.
Além da SP-351, a BR-265 coincide com outras rodovias:
SP-334 - Entre Batatais e Ribeirão Preto, trecho sob concessão da Via Paulista, é em pista dupla em toda a sua extensão.
SP-322 - Entre Ribeirão Preto e Olímpia, trecho sob concessão da Entrevias, da TEBE e sob jurisdição do DER-SP, é em pista dupla até 
Bebedouro, e entre Bebedouro e Olímpia possui pista simples.
SP-425 - Entre Olímpia e São José do Rio Preto, trecho sob jurisdição do DER-SP, É em pista simples em praticamente toda a extensão do trecho, exceto no Perímetro Urbano de São José do Rio Preto.

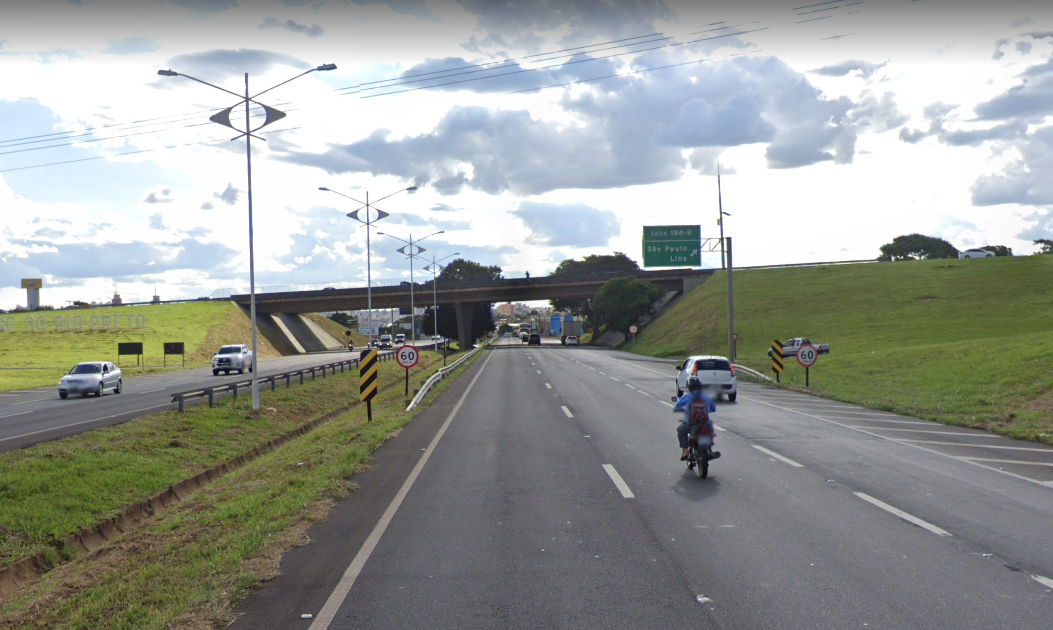
Fim da BR-265 em São José do Rio Preto SP, entroncamento com a BR-153

Esse é o único trecho da rodovia que se encontra praças de pedágio, pois é um trecho coincidente com rodovias estaduais que foram concedidas a iniciativa privada.